# Наследие (партия)
Партия «Наследие» (арм. Ժառանգություն, Žaṙangutʿyun) — национал-либеральная партия в Армении. Была основана в 2002 году первым министром иностранных дел Армении Раффи Ованнисяном.
Считает своей первоочередной задачей становление развитого правового демократического государства, которое строит внутреннюю и внешнюю политику на основе своего национального суверенного интереса.
30 мая 2005 года председателем партии был избран Раффи Ованнисян путём тайного голосования. Остальные 8 членов правления тоже были избраны тайным голосованием.
На переговорах проблемы территорий 3 июня 2009 года Наследие выдвинуло требование к правительству Армении отказаться от переговоров. Государству, взявшему на себя обязательства гаранта безопасности НКР, предлагалось привести формат переговоров в соответствие с реальными правами. В заявлении говорилось, что проблема территориального разграничения между Нагорным Карабахом и Азербайджаном является исключительным правом законно избранного руководства НКР, и Армения может лишь содействовать решению конфликта.
Партия выступила с критикой проекта Избирательного кодекса Республики Армения (в новой редакции), разработанного ещё в середине 2010 года сформированной властями рабочей группой без привлечения в процесс оппозиции. Говорится, что «мы оцениваем не как реформирование Избирательного кодекса, а как предложение, открывающее более широкие возможности для того, чтобы сделать его менее контролируемым со стороны общественности и политических сил и, таким образом, для фальсификаций и нарушений в ходе выборов». В результате был разработан вариант проекта Избирательного кодекса (в новой редакции), в который включен ряд предложений политических сил и общественных организаций. В словах партии говорится: «Считаем, что этот проект — старт для выступления оппозиции единым фронтом».
Кандидат от партии Раффи Оганисян на выборах 2013 года получил 37% голосов и занял второе место.

Летом 2014 года в ходе съезда партии «Наследие» было избрано новое правление:
- Ованнисян, Раффи Ричардович
- Мартиросян, Армен Павликович
- Постанджян, Заруи Амазасповна
- Акопян, Рубик Карапетович
- Бахшян, Анаит Нерсесовна
- Абасян, Гаяне
- Арзуманян, Филипп Викторович
- Маргарян, Гагик Лёваевич
- Мурадян, Сусанна
- Григорян, Андраник
- Хасан-Джалалян, Степан Рубенович
- Ованнисян, Ваагн
- Манукян, Грайр
- Газарян, Овсеп

На выборах 2017 года партия не смогла преодолеть 5% барьер и оказалась вне Национального Собрания.
В мае 2020 года Нарине Дилбарян избрана новым председателем партии.[4]

## Фракция «Наследие» в национальном собрании 4-ГО созыва 2007 года
- Сафарян, Степан Сергеевич, руководитель[6]
- Алавердян, Лариса Асатуровна, секретарь — беспартийная
- Бахшян, Анаит Нерсесовна
- Мартиросян, Армен Павликович
- Ованнисян, Раффи Ричардович
- Постанджян, Заруи Амазасповна
- Хачатрян, Вардан Ваганович — беспартийный

## Фракция «Наследие» в национальном собрании 5-ГО созыва 2012 года
- Акопян, Рубик Карапетович, руководитель[7]
- Постанджян, Заруи Амазасповна, секретарь
- Арзуманян, Александр Робертович — партия «Свободные демократы»
- Кокобелян, Хачатур Гришаевич — партия «Свободные демократы», вышел из состава фракции 4 февраля 2013 года[8]
- Погосян, Теван Жирайрович — беспартийный

### Выбывшие
- Ованнисян, Раффи Ричардович

## Фракция «Барев Ереван» в совете старейшин Еревана 2-го созыва 2013 года
- Бахшян, Анаит Нерсесовна — руководитель
- Санасарян, Давид Таронович, секретарь
- Сафарян, Стёпа Серёжаевич,
- Мартиросян, Армен Павликович
- Гаспарян, Артур Манукович — партия Демократический путь
- Багдасарян, Гагик Гургенович — беспартийный.